# 星官
星官（せいかん、英語：Chinese constellations）は、古代中国人が恒星をグループ化して作ったアステリズムである。国際天文学連合が定めた今日の星座とはかなり異なる。これは、今日の星座が中国の天文学ではなく、ギリシアの天文学を基にしたものだからである。
中国の伝統的な天文学の体系では、夜空は大きく分けて三垣・二十八宿・近南極星区の3つのエリアに分けられているが、このうち前二者は中国で見える古代から知られていたエリアであるのに対し、後者は天の南極近くで中国から見えず、後に星官が追加されたエリアである。
古代中国の天文学者は夜空を三垣と十二次の中の二十八宿の合計31の領域に区分した。三垣は天の北極に近い部分で、一年中見ることができる。
二十八宿は黄道の領域を占め、西洋における黄道十二星座に相当するものと考えられる。ただし黄道十二星座とは対照的に、二十八宿は太陽年の太陽ではなく、太陰月の月の動きを反映している。

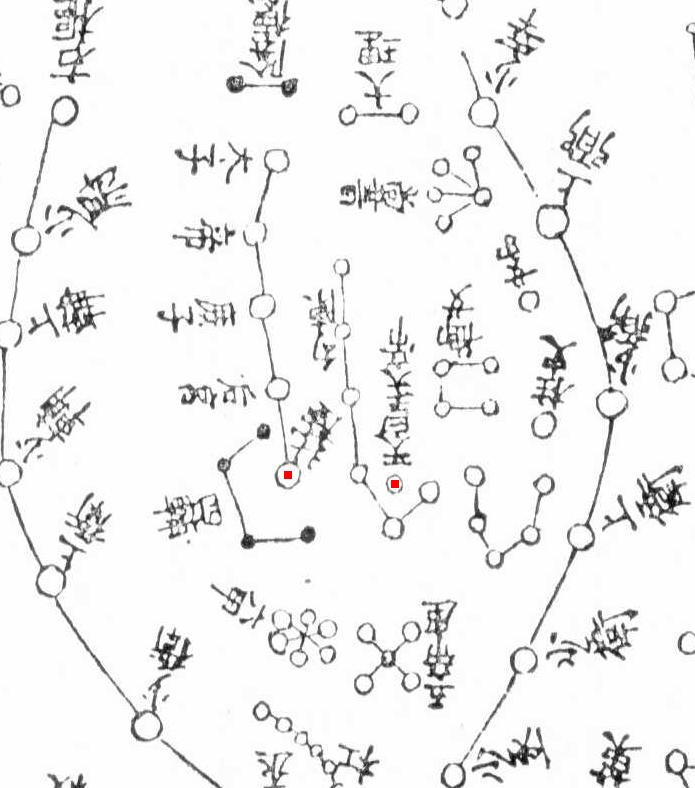
『和漢三才図会』に記載の「北極紫微垣之図」部分上下逆

## 三垣
三垣とは、紫微垣、太微垣、天市垣の3つである。
「紫微垣」は、夜空の最も北の部分を占める。古代中国の位置から見ると、紫微垣は空の中心で他の恒星に取り囲まれているように見える。
「太微垣」は紫微垣の北東に、「天市垣」は西南に位置する。三垣は、その名の元となった「垣」のように見えるアステリズムによって分割されている。
なお、これら三垣の図はいずれも日本の『和漢三才図会』（1712年（正徳2年）刊行）の天の部に解説文とともに記載されている。

## 二十八宿
黄道上には、次のような星官がある。
| 四象        | 宿   | 宿   | 宿                        |
| 四象        | 名前 | 宿   | 西洋との対応              |
| ----------- | ---- | ---- | ------------------------- |
| 東方青龍 春 | 角   | 角宿 | おとめ座                  |
| 東方青龍 春 | 亢   | 亢宿 | おとめ座                  |
| 東方青龍 春 | 氐   | 氐宿 | てんびん座                |
| 東方青龍 春 | 房   | 房宿 | さそり座                  |
| 東方青龍 春 | 心   | 心宿 | さそり座                  |
| 東方青龍 春 | 尾   | 尾宿 | さそり座                  |
| 東方青龍 春 | 箕   | 箕宿 | いて座                    |
| 北方玄武 冬 | 斗   | 斗宿 | いて座                    |
| 北方玄武 冬 | 牛   | 牛宿 | やぎ座                    |
| 北方玄武 冬 | 女   | 女宿 | みずがめ座                |
| 北方玄武 冬 | 虚   | 虚宿 | みずがめ座/こうま座       |
| 北方玄武 冬 | 危   | 危宿 | みずがめ座/ペガスス座     |
| 北方玄武 冬 | 室   | 室宿 | ペガスス座                |
| 北方玄武 冬 | 壁   | 壁宿 | ペガスス座/アンドロメダ座 |
| 西方白虎 秋 | 奎   | 奎宿 | アンドロメダ座/うお座     |
| 西方白虎 秋 | 婁   | 婁宿 | おひつじ座                |
| 西方白虎 秋 | 胃   | 胃宿 | おひつじ座                |
| 西方白虎 秋 | 昴   | 昴宿 | おうし座                  |
| 西方白虎 秋 | 畢   | 畢宿 | おうし座                  |
| 西方白虎 秋 | 觜   | 觜宿 | オリオン座                |
| 西方白虎 秋 | 參   | 参宿 | オリオン座                |
| 南方朱雀 夏 | 井   | 井宿 | ふたご座                  |
| 南方朱雀 夏 | 鬼   | 鬼宿 | かに座                    |
| 南方朱雀 夏 | 柳   | 柳宿 | うみへび座                |
| 南方朱雀 夏 | 星   | 星宿 | うみへび座                |
| 南方朱雀 夏 | 張   | 張宿 | うみへび座                |
| 南方朱雀 夏 | 翼   | 翼宿 | コップ座/うみへび座       |
| 南方朱雀 夏 | 軫   | 軫宿 | からす座                  |

## 近南極星区
天の南極付近の夜空は、古代中国では知られていなかった。そのため、三垣と二十八宿には入っていない。しかし、明時代の末期に徐光啓が西洋の星表を基にして23のアステリズムを導入した。これらを近南極星区といい、それ以来、中国の星図に取り入れられたものである。
| 名前   | 恒星数 | 西洋との対応                                  |
| ------ | ------ | --------------------------------------------- |
| 海山   | 6      | りゅうこつ座 / ケンタウルス座 / はえ座 / ほ座 |
| 十字架 | 4      | みなみじゅうじ座                              |
| 馬尾   | 3      | ケンタウルス座                                |
| 馬腹   | 3      | ケンタウルス座                                |
| 蜜蜂   | 4      | はえ座                                        |
| 三角形 | 3      | みなみのさんかく座                            |
| 異雀   | 9      | ふうちょう座 / はちぶんぎ座                   |
| 孔雀   | 11     | くじゃく座                                    |
| 波斯   | 11     | インディアン座 / ぼうえんきょう座             |
| 蛇尾   | 4      | はちぶんぎ座 / みずへび座                     |
| 蛇腹   | 4      | みずへび座                                    |
| 蛇首   | 2      | みずへび座 / レチクル座                       |
| 鳥喙   | 7      | きょしちょう座                                |
| 鶴     | 12     | つる座 / きょしちょう座                       |
| 火鳥   | 10     | ほうおう座 / ちょうこくしつ座                 |
| 水委   | 3      | エリダヌス座 / ほうおう座                     |
| 附白   | 2      | みずへび座                                    |
| 夾白   | 2      | レチクル座 / かじき座                         |
| 金魚   | 5      | かじき座                                      |
| 海石   | 5      | りゅうこつ座                                  |
| 飛魚   | 6      | とびうお座                                    |
| 南船   | 5      | りゅうこつ座                                  |
| 小斗   | 9      | カメレオン座                                  |

## 中国の恒星の命名
古代中国の天文学者は、ヨハン・バイエルよりも1000年も前に、裸眼で見える恒星に体系的な名前をつけていた。全ての恒星は基本的に1つのアステリズムに割り当てられ、それぞれのアステリズムごとの個々の恒星に番号が付された。しかし、バイエルの体系のように恒星の視等級に基づいて番号が付けられたのではなく、その位置に依っている（しかしバイエルの体系でも、北斗七星のようにほぼ同じ等級の恒星の集団の場合は、位置によって番号を振っている）。
例えば、アルタイルは中国では「河鼓二」という名前であるが、「河鼓」はアステリズムの名前、「二」は番号である。ベテルギウスの「参宿四」のように、星官（アステリズム）の名前が二十八宿の宿そのものになる場合は、「～宿」と付ける。
中国では古代から知られていた星の他に、「増星」といって後に知られて星官に追加された星もあり、これは星官（アステリズム）の名前と番号の間に「増」を置いて呼ぶ。有名どころでは、ペガスス座51番星は「室宿増一」、はくちょう座61番星は「天津増廿九」といった具合である。
また、神話や占星術に由来する伝統名を持つ恒星もある。例えばアルタイルは、七夕の神話に由来する「牛郎星」または「牵牛星（牽牛星）」として知られる。
これらの恒星名は、現在の中国でも用いられている。また、英語の固有名が着いている恒星は、慣例的にその翻訳も用いられている。

## 中国の星官の特徴など
中国の星官は概ね天の北極に近いほど身分が高く、南に行くほど庶民的になるという考え方で構成されており、現代天文学の公式な88星座に繋がる西洋の星座ほど星の並び方の形が重要視されておらず、1星や2星のみから成る星官も数多くある。また、中国の星官の構成においては恒星の明るさもあまり重要視されておらず、5等星や6等星といった暗い星しかない星官も多く、一部の恒星や星官については、西洋由来の現代天文学の公式な88星座の内のどの星座のどの恒星に対応するのか諸説あるものもある。
近南極星区を除く、三垣と二十八宿の283星官の内、『儀象考成』で「今無」とされた星官は、天稷（星宿）・天廟（張宿）・東甌（翼宿）・軍門・土司空・器府（以上軫宿）の6つである。特に「器府」に関しては、『儀象考成』以前の古文書における図では現実にはありえないと思われる星の並び方で描かれており、仮に実在していたとしても、ケンタウルス座の一部の星あるいはみなみじゅうじ座の領域の星々に相当する説など、現実にはどのような星の並び方なのかも含めて諸説ある。

## 星図
三垣と二十八宿は以下の表で示す。星の数は隋・丹元子の『歩天歌』により、近南極星区の星官、星の数は清の『儀象考成続編』による。

再現した三垣二十八宿と各星官の星図（表示は中国語繁体字）

| 星区       | 星官の数 | 星の数 |
| ---------- | -------- | ------ |
| 三垣       | 76       | 328    |
| 東方七宿   | 46       | 186    |
| 北方七宿   | 65       | 408    |
| 西方七宿   | 54       | 297    |
| 南方七宿   | 42       | 245    |
| 近南極星区 | 23       | 130    |
| 合計       | 306      | 1764   |